# Irakische Volleyballnationalmannschaft der Männer
Die irakische Volleyballnationalmannschaft der Männer ist eine Auswahl der besten irakischen Spieler, die die Iraq Center Volleyball Federation bei internationalen Turnieren und Länderspielen repräsentiert.

## Geschichte

### Weltmeisterschaft
Bei der bislang einzigen Teilnahme an einer Volleyball-Weltmeisterschaft wurde belegte der Irak 1982 den zehnten Rang.

### Olympische Spiele
Der Irak konnte sich bisher nicht für Olympische Spiele qualifizieren.

### Asienmeisterschaft
Bei der Volleyball-Asienmeisterschaft 1979 wurden die Iraker Achter. Bei den Turnieren 1987 und 1989 erzielten sie mit den Plätzen neun und sieben ähnliche Ergebnisse.

### World Cup
Im World Cup hat der Irak noch nicht mitgespielt.

### Weltliga
Auch die Weltliga fand bisher ohne irakische Beteiligung statt.